# ریان وایت
ریان وایت (انگلیسی: Rhyan White؛ زادهٔ ۲۵ ژانویهٔ ۲۰۰۰) شناگر زن اهل ایالات متحده آمریکا است.
وی در مسابقات کشوری و بین‌المللی در مجموع برندهٔ ۱ مدال نقره شده‌است.